# Alexandre Berthier
Pour les articles homonymes, voir Berthier et Alexandre Berthier (homonymie).
Alexandre Berthier (1638-1708), né Isaac Berthier, est capitaine dans l'armée française et seigneur en Nouvelle-France.

## Biographie
Né à Bergerac, en France, en 1638, Isaac Berthier est le fils de Pierre Berthier et de Marguerite Bariac.
Il débarque à Québec le 30 juin 1665 comme capitaine dans le régiment de Carignan-Salières qui arrivait des Antilles, sous les ordres d'Alexandre de Prouville de Tracy. Berthier est cantonné avec ses hommes à Québec durant l’hiver de 1665–1666. Il est ensuite nommé commandant au fort de l'Assomption à Saint-Jean. Avec Pierre de Saurel, il codirige l'arrière-garde des troupes durant l'expédition de Alexandre de Prouville de Tracy contre les Mohawks à l'automne 1666.
Il prend le nom d'Alexandre peu après son arrivée en Nouvelle-France, lors de sa conversion à la religion catholique (auparavant il est huguenot).
Il retournera en France avec le régiment avant de revenir au Canada en 1670 où il participera à deux expéditions chez les Iroquois (Haudenosaunee).
Le 11 octobre 1672, il épouse à Québec Marie Legardeur de Tilly, et ils eurent trois enfants. Par ce mariage, il devient le beau-frère de Pierre de Saurel.
Dix-huit jours après son mariage, Berthier reçoit, de l'intendant Jean Talon, la seigneurie de Bellechasse (Berthier-en-bas aujourd'hui Berthier-sur-Mer). Un an plus tard, il achète de Hugues Randin une seigneurie dans Lanaudière (Berthier-en-haut aujourd'hui Berthierville). Une concession subséquente agrandira grandement cette dernière.
Après 1674, il se consacre surtout à l’agriculture et au développement de ses seigneuries. Il participe toutefois à des rencontres traitant de décisions politiques dont une réunion de 1678 organisée par Frontenac pour discuter de la traite de l'eau-de-vie le conseil de guerre de Québec en 1682.
Il s'établit dans sa seigneurie de Bellechasse vers 1682 et y dirige une milice en tant que capitaine. Cette milice participera à l’expédition de Jacques-René de Brisay contre les Tsonnontouans (Sénécas) en 1687.
Il décède dans sa seigneurie Berthier-en-Bas (Berthier-sur-Mer), en 1708.